# Zulema Fátima Yoma
Zulema Fátima Yoma (Nonogasta, La Rioja, 18 de diciembre de 1942) es una ex primera dama de Argentina por ser la esposa del presidente Carlos Menem entre 1989 y 1995.

## Biografía
Zulema Yoma es oriunda de Nonogasta, en la provincia de La Rioja, hija de Amín Yoma y Chaha Gazal, matrimonio de origen sirio y musulmán. El 7 de septiembre de 1966 se casó tanto por rito islámico como católico con Carlos Menem, con quien tuvo tres hijos: el primero fue Juan Domingo, quien fallece pocas horas después de nacer, Carlos Saúl Facundo, apodado Carlos Menem Jr, y Zulema María Eva, con nombres idénticos a los de sus padres excepto por los segundos y terceros nombres. Menem llegó a ser presidente de la Nación Argentina luego de las elecciones presidenciales de 1989. Zulema Yoma pasó así a ocupar el cargo de primera dama. En 1991, se opuso públicamente al involucramiento de Argentina en la Guerra del Golfo, al que calificó de «injustificable».
Con lazos al movimiento nacionalista católico del país, en 1995 pidió el indulto para Mohamed Alí Seineldín, quien en 1990 había protagonizado el último levantamiento carapintada durante el gobierno de su marido, pero con quien, sin embargo, mantenía una relación de amistad desde los 80s, a quien había reunido con Menem previo al levantamiento y a quien visitó durante su encarcelamiento. También estuvo en el cortejo fúnebre tras su fallecimiento en 2009, 6 años después de que fuera indultado por Eduardo Duhalde. Por otro lado, en la causa por el fallecimiento de su hijo, la representaba Juan Gabriel Labaké, un abogado con nexos a sectores nacionalistas que también había sido abogado de Isabel Perón y oficiado como diputado nacional por el peronismo desde 1973 hasta el golpe de 1976.

### Polémico divorcio
Zulema Yoma se separó de Menem en 1991 y se divorciaron legalmente en 1995, dejando así de ser primera dama, cargo que ocupó desde entonces su hija, conocida en los medios como Zulemita, para diferenciarse de su madre. En julio de 2020 circuló el rumor sobre unas supuestas nuevas nupcias con Menem, pero finalmente Zulema Yoma lo desmintió y dijo: "Sigo sosteniendo todo lo que dije en mi vida", aunque la relación entre ambos sí se había retomado. Menem fallecería con Zulema a su lado en 2021.

## Controversias
Carlos Saúl Facundo Menem, el hijo de Menem y Zulema, murió en 1995 tras la caída del helicóptero que piloteaba. Aunque se lo considera un accidente, existen teorías de conspiración acerca de que se habría tratado de un asesinato, sobre las cuales Zulema Yoma estaría convencida. Afirma incluso que el cadáver enterrado en la tumba del cementerio musulmán no es el de su hijo, reclamando una exhumación. Su hijo habría tenido una hija no reconocida llamada Antonella Pinetta, la cual nació en 1988. Zulema Yoma no la reconoce como nieta, luego de que la misma apareciera semidesnuda en la portada de una revista. Zulema Yoma se negó a que se le realizara un examen de ADN. En cambio, solicitó que sí se hiciera con el cadáver de su hijo, como respaldo a su reclamación de exhumar dicho cuerpo mencionada anteriormente. Si bien Menem accedió al análisis de ADN, se negó a proceder con dicha exhumación.